# آندرانیک استپانیان
آندرانیک آصلانی استپانیان (ارمنی: Անդրանիկ Ասլանի Ստեփանյան زادهٔ ۱۹۱۴ - درگذشته تاریخ نامعلوم ) کارشناس علوم پرورشی، اهل ارمنستان بود.

## زندگی‌نامه
وی در ۱۹۱۴ در شوانیدزور به دنیا آمد و از دانشگاه دولتی علوم پرورشی خاچاطور آبوویان ارمنستان فارغ‌التحصیل گشت. همچنین برندهٔ جوایزی همچون نشان پرچم سرخ کار، نشان جنگ میهنی (درجه دو)  شده است. تاریخ و محل درگذشت وی نامعلوم است.